# 鬼滅の刃 ヒノカミ血風譚
『鬼滅の刃 ヒノカミ血風譚』（きめつのやいば ヒノカミけっぷうたん)は、アニプレックスより2021年10月14日に発売されたPlayStation 4/PlayStation 5/Steam/Xbox One/Xbox Series X/Xbox Series S用ゲームソフト。また、2022年6月9日にはNintendo Switch版が発売された。

## 概要
吾峠呼世晴原作の漫画『鬼滅の刃』のゲーム化作品。
開発はサイバーコネクトツーが担当した。
ジャンルは「鬼殺対戦アクション」。モードは主にストーリーモードの「ヒノカミ血風譚」と2人対戦モードの「対戦」があり、その他「褒章盤」「戦術指南」「隊士記録帳」「遊戯指南」の合計6つのモードが用意されている。
本作では2人1組のペアで戦闘を行う（一部例外あり）。基本的にメインとなる一人を操作し、必要に応じてサブとなる共闘キャラクターに「共闘技」という援護を行わせたり、交代を行い共闘キャラクターを操作する。共闘技や交代には共闘ゲージを消費し、ゲージが空の場合は使用できない。
攻撃を当てる、または攻撃を受けることで奥義・開放ゲージが蓄積されていき、最大3つまでストックされる。このストックを消費して、奥義もしくは開放・全開放を行う事ができる。
「ヒノカミ血風譚」ではテレビアニメ第1期と劇場版で描かれた「竈門炭治郎 立志編」から「無限列車編」までの物語を体験できる。
山や町中などの「探索エリア」を自由に移動して人々と会話したり、一定範囲のフィールド内で鬼との戦闘を行ったりしてストーリーを進めていく。
基本的に炭治郎を操作して原作の物語を追うが、一時的に善逸などの別のキャラに交代して操作する場面も存在し、時には原作やアニメでは描写されていない本作オリジナルのシーンも存在する（例として最終選抜中の善逸やカナエ達の様子など）。逆に原作で描写されたシーンがカットされている場合もある。
「対戦」では全18キャラを用いてCPUとの対戦やオンライン対戦、オフラインでの2人対戦やプラクティスモードでの自由な練習が可能である。
ダウンロードコンテンツも用意されており、「対戦」限定で鬼側のキャラクターが使用可能となる。

## 登場人物

### プレイアブルキャラクター
バーサスモード「対戦」でのプレイアブルキャラクターを記載。これら以外にもソロプレイモード「ヒノカミ血風譚」では多数のサブキャラクター・敵キャラクターが登場する。
竈門 炭治郎（かまど たんじろう）
声 - 花江夏樹、佐藤聡美（幼少期）
「ヒノカミ血風譚」モードの主人公。竈門家の長男で、鬼にされた妹を人間に戻すために鬼殺隊に入隊した少年。
技は一旦飛び上がり刀を頭上から振り下ろす「捌ノ型 滝壺」、前転しながら攻撃する「弐ノ型 水車」、横回転しながら攻撃し相手を打ち上げる「陸ノ型 ねじれ渦」、奥義は連続攻撃の後、水の龍を纏って上空から突撃する「拾ノ型 生生流転」。
竈門 禰豆子（かまど ねずこ）
声 - 鬼頭明里
炭治郎の妹。鬼に惨殺された竈門家の中で唯一生き残ったが、鬼になってしまった。炭治郎の決死の呼びかけと鱗滝の催眠術により人間を襲わず、唯一無二の人間に協力する鬼となる。普段は日光を避けるため炭治郎の背負う籠の中に入っている。
技は爪でひっかいて攻撃する「乱れ裂き」、空中で前転しながら蹴り最後にかかと落としと同時に地面に着地する「かかと落とし」、空中から飛び蹴りを行い命中すると更にもう1回蹴る「飛びかかり蹴り」、奥義は掌から出血した状態でひっかき、その後攻撃と共に付着した血液を爆発させる「血鬼術 爆血」。
我妻 善逸（あがつま ぜんいつ）
声 - 下野紘
炭治郎の同期。臆病で女好きな性格。「雷の呼吸」を使うが、「壱ノ型 霹靂一閃」しか使えない。また本作のストーリーは無限列車編までであり、この時の善逸は意識を失うように眠り緊張から解放された状態でないと戦えないため、戦闘中は常に眠っており、勝利シーンで突然目覚める（目覚めないままの場合もある）。
本作では居合斬りを行う突進技「壱ノ型 霹靂一閃」（技ゲージが尽きるまで連続で発動可能）だけでなく、それを応用した本作オリジナルの、抜刀術を中心とした様々な攻撃を行う。
そのほかの技は更に高速で居合斬りを行う「壱ノ型 霹靂一閃・極」、宙返りしながら攻撃し相手を打ち上げる「空転」。奥義は那田蜘蛛山にて蜘蛛の鬼の兄に対して使用した動きを再現した「壱ノ型 霹靂一閃 六連」。原作では自分が上空に打ち上がって終わりとなっていたが、本作では打ち上がった後、空中に浮いた岩を足場にもう一度居合斬りを行ってトドメを刺す、本作オリジナルの演出が加わっている。
嘴平 伊之助（はしびら いのすけ）
声 - 松岡禎丞
炭治郎の同期。猪に育てられた捨て子で、非常に好戦的な野生児。独学で編み出した「獣の呼吸」を用いる。
技は両手の刀を相手に突き刺し、更に追撃を行う「壱ノ牙 穿ち抜き」、空中で連続攻撃を行う「伍ノ牙 狂い裂き」、頭から突進する「猪突猛進」。奥義は刀を相手に突き刺し、そのまま突進して地面に擦りつけたあと上空に投げ飛ばし、落ちてきた相手をX字に切り裂く「参ノ牙 猛進・喰い裂き」。
冨岡 義勇（とみおか ぎゆう）
声 - 櫻井孝宏
鬼殺隊の水柱。口数が少なく発言が誤解を招くことが多い。
技は水の龍を纏って連続攻撃を行う「拾ノ型 生生流転」、前転しながら攻撃する「弐ノ型 水車」、その場で構えをとり攻撃してきた相手を無数に切り刻む「拾壱の型 凪」。奥義は「拾壱の型 凪・波折り波濤」。当て身技である通常技と区別され、間合いに入った敵を無数の斬撃で切り刻む攻撃技となっている。
鱗滝 左近次（うろこだき さこんじ）
声 - 大塚芳忠
炭治郎たちの師匠にあたる「育手」。常に天狗の面をつけている。
技は刀を振り下ろして2連続で攻撃する「捌ノ型 滝壺」、前転しながら攻撃する「弐ノ型 水車」、罠を設置し上に乗った相手にダメージを与える「育手の知恵」。奥義は連続攻撃のあとジャンプし、相手に向かって頭上から刀を振り下ろす「捌ノ型 滝壺・壊」。
錆󠄀兎（さびと）
声 - 梶裕貴
炭治郎の先輩にあたる、鱗滝の弟子の1人。炭治郎に課せられた岩を斬る試練の手伝いをした。
本作では錆󠄀兎との戦闘から物語が始まる。
技は切り上げたと同時に飛び上がり上空から刀を叩きつける「捌ノ型 滝壺」、連続攻撃を行う「参ノ型 流流舞・朝影」、横回転しながら攻撃し相手を打ち上げる「陸ノ型 ねじれ渦」、奥義は残像を出し流れるような連続攻撃を行う「参ノ型 流流舞」。
真菰（まこも）
声 - 加隈亜衣
炭治郎の先輩にあたる、鱗滝の弟子の1人。炭治郎に対し水の呼吸に関するアドバイスを送った。
技は2連続で横に一閃する「壱ノ型 水面斬り」、前転しながら攻撃する「弐ノ型 水車」、相手に近づき切り上げて相手を打ち上げる「玖ノ型 水流飛沫・瞬」。奥義は高速移動を行いすれ違いざまに何度も切り刻む「玖ノ型 水流飛沫・乱 泡沫」。
胡蝶 しのぶ（こちょう しのぶ）
声 - 早見沙織
鬼殺隊の蟲柱。物腰柔らかに接する女性。筋力不足で鬼の首が切れないため、毒を用いて鬼を倒している。
本作のストーリーは無限列車編までであり、胡蝶の戦闘描写は那田蜘蛛山での「蝶ノ舞 戯れ」の一撃しかないため、本作オリジナルの突きと蹴りを織り交ぜた剣技を用いて戦闘を行う。一部の技には毒によるスリップダメージを付与するものも存在する。
技はその名の通りの「六連突き」、横に一回転してから突進突きをする「速足突き」、斜め上に突きながら飛び上がり相手を打ち上げる「昇り突き」。奥義は那田蜘蛛山にて蜘蛛の鬼の姉に対して使用した動きを再現した「蝶ノ舞 “戯れ”・幻光」。原作では突き刺した後はそのまま通り過ぎていたが、本作では突き刺した勢いで地面が割れる演出が加わっている。
煉󠄁獄 杏寿郎（れんごく きょうじゅろう）
声 - 日野聡
鬼殺隊の炎柱。誠実かつ努力家。無限列車において炭治郎達を援護し、その後猗窩座と激闘を繰り広げた。
技は炎の衝撃波を飛ばす「伍ノ型 炎虎」、切り上げたあと刀を振り下ろす「参ノ型 気炎万象」、2連続で切り上げ自分もジャンプする「弐ノ型 昇り炎天」。奥義は猗窩座に対して使用した「玖ノ型 煉獄」。
竈門 炭治郎（ヒノカミ神楽）
声 - 花江夏樹
代々竈門家で受け継がれている舞である「ヒノカミ神楽」を剣技に変換した状態の炭治郎。技名は本作オリジナルのものだが、内容は無限列車編よりも後に登場するヒノカミ神楽の技となっている。
技は2回に分けてX字に斬る「二連袈裟斬り」、連続攻撃を行う「早駆け斬り」、一瞬消え空中で一撃を加える「瞬転斬り」（2連続で発動可能）。奥義は連続攻撃の後、空中に浮いている相手に対し無限列車と融合した魘夢の頚骨を斬るために使用した一撃を放つ「ヒノカミ神楽 “碧羅の天”」。
村田（むらた）
声 - 宮田幸季
炭治郎の先輩にあたる鬼殺隊士。「水の呼吸」の使い手だが、水が可視化される程の実力は無い。
本作ではコミカルな描写が多く、情けない面が強調されている。
技は横に一閃する「壱ノ型 水面斬り」、前転しながら攻撃し最後に切り上げながら自分が後転して距離を取る「弐ノ型 水車」、特に意味のない「応援」。奥義は連続攻撃のあと、最後の一撃を繰り出そうとして走るも途中でつまづき、ヘッドスライディングの状態で相手に体当たりする「鬼殺隊士の意地」。
以下のキメツ学園のキャラクターは、攻撃の動作や性能は通常のキャラと全く同じだが、セリフと奥義は専用のものが用いられている。
竈門 炭治郎（キメツ学園）
声 - 花江夏樹
『キメツ学園』における炭治郎。家は炭焼きではなくパン職人である。日輪刀の代わりに木刀で攻撃を行う。
奥義はパンを焼きながら熱風でダメージを与える「パン生地神楽 円舞」。
竈門 禰豆子（キメツ学園）
声 - 鬼頭明里
『キメツ学園』における禰豆子。炭治郎が焼いたフランスパンを常に咥えている。ちなみに全開放を行った際、通常の禰豆子は頭部に血管が浮き出ているが、こちらには無い。
奥義は体当たりの反動でフランスパンを地面に落としてしまい、怒ってバッグを振り回し相手にぶつける「ぐるぐるフランスパン」。攻撃後、バッグに入っていたフランスパンが上空に吹っ飛び、バッグで受け止める。
我妻 善逸（キメツ学園）
声 - 下野紘
『キメツ学園』における善逸。風紀委員。日輪刀の代わりに箒で攻撃を行う。
奥義は服装チェックを行う「まじめ？風紀委員」。相手が男性か女性かで演出が2つ存在する。
男性に対する演出は持っている武器に驚き、ビビりながらバインダーで攻撃する。相手が猗窩座など武器を持っていない人物の場合はセリフが変更され、別のことに驚く。
女性に対する演出は馴れ馴れしく近寄りダメージを与えたあと、最後に善逸がビンタで吹き飛ばされる（ビンタによるダメージは無し）。演出の都合上、男性の時と違い攻撃後は相手との距離が大きく離れる。
嘴平 伊之助（キメツ学園）
声 - 松岡禎丞
『キメツ学園』における伊之助。日輪刀の代わりに2本の木製バットで攻撃を行う。
奥義は相手をタックルで押し倒した後、逆エビ固め、ジャイアントスイング、パワーボムを次々に仕掛ける「プロレスの時間」。
冨岡 義勇（キメツ学園）
声 - 櫻井孝宏
『キメツ学園』における冨岡。体育教師であり生徒指導も担当している。日輪刀の代わりに竹刀で攻撃を行う。
奥義は生徒指導室への呼び出しを行い、理不尽に一撃を加える「スパルタ教師 冨岡」。相手が男性か女性かで演出が2つ存在する。男性に対する演出は呼び出しに対する返事がないことに怒って強烈なピンタを放ち、女性に対する演出は返事がないことにショックを受けたあと、背後に回り首に手刀を叩き込む。
胡蝶 しのぶ（キメツ学園）
声 - 早見沙織
『キメツ学園』におけるしのぶ。日輪刀の代わりにレイピアで攻撃を行う。
奥義は薬液のフラスコを相手に持たせて調合を行い、薬品の爆発で攻撃する「科学実験」。

### アップデート追加キャラクター
「ヒノカミ血風譚」で登場するボスキャラクターの一部が無償アップデートにより、バーサスモードのプレイアブルキャラクターとして追加されている。プレイアブルキャラクターとしての性能は、ボスのものとは異なる独自の性能となっている。
鬼側のキャラクターは通常のキャラクターと異なり、ペアを組む事が出来ず必ず単独（愈史郎・珠世のみ例外）で戦うこととなる。そのため共闘ゲージが存在しないが、代わりに赤い特殊ゲージが表示され、特殊ゲージを消費する2つの特殊技を使用する事が出来る。また全開放中は通常の強化以外にも一定時間徐々に体力が回復していく効果が追加されており、ペアの相手との体力差をある程度埋める事が出来る。
また対戦キャラクターに鬼が入っている場合、昼間のステージを選択できなくなる（鬼は日光に当たると消滅するという設定が存在するため）。
累（るい）
声 - 内山昂輝
下弦の伍。那田蜘蛛山にて他の鬼を作り替えて「家族」を作っていた。蜘蛛に関する血鬼術を持ち、硬質化した糸を操って攻撃を行う。普段は白い糸を用いるが、全開放中は糸が赤く変色する。
猗窩座（あかざ）
声 - 石田彰
上弦の参。強者を好み弱者を憎む。無限列車で魘夢を倒した炭治郎達に襲い掛かり、煉獄と激闘を行った。
「破壊殺」という血鬼術（武術）を用いて肉弾戦を行うが、近接戦だけでなく「空式」という拳圧を飛ばす遠距離攻撃もできる。
矢琶羽（やはば）
声 - 福山潤
浅草にて朱紗丸と共に珠世宅を襲撃した鬼。両目を瞑り両掌に目がある。赤い矢印で表現されるベクトル操作の血鬼術「紅潔の矢」を用いる。
原作では愈史郎の視力を借りなければ矢印を目視することができないが、本作では愈史郎と関係無くどのキャラを操作していても常に矢印が見えている。攻撃は全て紅潔の矢を用いた遠距離攻撃であり、直接攻撃を行うことは無い。また紅潔の矢自体は攻撃力を持っておらず、直接当てても怯むのみであり、紅潔の矢で操作した岩を当てる、相手を地面に叩きつけるなどで始めてダメージを与える事が出来る。
朱紗丸（すさまる）
声 - 小松未可子
浅草にて矢琶羽と共に珠世宅を襲撃した鬼。血鬼術である手毬を投擲して攻撃を行い、また腕の数を6本に増やすこともできる。
本作では二本腕の状態で登場することは無く、登場時点から終始六本腕の状態となっている。基本的に手毬の投擲による遠距離攻撃が攻撃手段だが、一部の攻撃では直接相手を蹴って攻撃を行う。
魘夢（えんむ）
声 - 平川大輔
下弦の壱。相手を強制的に眠らせるなど、夢に関する血鬼術を用いる。
無限列車と融合した状態の魘夢との戦いは原作と異なり、無数の目玉が生えた肉塊から2本の腕が生えている、という外見の存在が登場し、これに対して攻撃を仕掛けていく形となる。
プレイアブルキャラクターの場合は融合する前の人の状態を操作する。無限列車と融合した後の要素も存在し、地面から触手のような肉塊や目玉の付いた肉塊を生み出し、攻撃を行う。
愈史郎（ゆしろう）・珠世（たまよ）
声 - 山下大輝（愈史郎） / 坂本真綾（珠世）
珠世は無惨によって鬼に変えられたものの自力で呪いを外し、無惨を倒す機会をうかがう鬼の女。愈史郎は珠世を崇拝する、唯一無惨ではなく珠世によって鬼になった少年。
本作で唯一、2人で1つのキャラクターとして扱われ、鬼側であるものの本作のゲームシステムであるペアを疑似的に構築している。主に愈史郎を操作し、特殊技で珠世が加勢する。

### DLC追加キャラクター
有償ダウンロードコンテンツにより追加されるキャラクター。
宇髄 天元（うずい てんげん）
声 - 小西克幸
2022年7月より追加配信。鬼殺隊の音柱。派手なことを好む。
竈門禰豆子（鬼化進行時）
声 - 鬼頭明里
2022年8月より追加配信。鬼化が進行した禰豆子。
従来の禰豆子と異なり鬼側として扱われ、他の鬼のキャラクターと同様にペアを組むことができない、全開放中に体力が回復するなどの仕様が追加されている。
竈門炭治郎（遊郭編）
声 - 花江夏樹
2022年9月より追加配信。遊郭編における炭治郎。堕姫と妓夫太郎との戦闘で負傷した状態である。
我妻善逸（遊郭編）
声 - 下野紘
2022年9月より追加配信。遊郭編における善逸。遊郭に潜入するため女装した状態である。
嘴平伊之助（遊郭編）
声 - 松岡禎丞
2022年9月より追加配信。遊郭編における伊之助。頭にムキムキネズミ（声 - 木村昴）が乗っている。
堕姫（だき）
声 - 沢城みゆき
2022年10月より追加配信。妓夫太郎と2人で上弦の陸を共有する鬼の兄妹の妹。帯を鞭のようにしならせて攻撃する。
妓夫太郎（ぎゅうたろう）
声 - 逢坂良太
2022年11月より追加配信。堕姫の兄で、血鎌を使う。

### ボスキャラクター
本作の敵である鬼は、血鬼術を用いている際は赤い光に包まれ、攻撃を受けても怯まないいわゆるスーパーアーマー状態となる。一定時間攻撃をよけ続けると色反転のエフェクトと共に赤い光が無くなり、一定時間怯んで無防備な状態になり攻撃を行うチャンスが生まれる。広範囲の攻撃を行う際は赤いエリアで攻撃範囲が予告される。
手鬼（ておに）
声 - 子安武人、豊崎愛生（幼少期）
無数に生えた自分の腕で全身を覆っている異形の鬼。鱗滝に捕らえられ、最終選抜の会場で長年生き残っていた。
攻撃手段は巨体を生かした体当たりと、岩を掘り起こして投げる遠距離攻撃、腕を長く伸ばす広範囲攻撃。地中に腕を埋め、地面の下から奇襲を行うことも可能。
沼の鬼（一本角・二本角・三本角）
声 - 木村良平
炭治郎が最初に出会った血鬼術を持つ鬼。足元や壁に沼を作り出す血鬼術を持ち、地面や壁の中に潜る事が出来る。また血鬼術とは別に、3体に分裂する能力を持つ。
本作では最初に3体全員と戦闘になり、途中から禰豆子と二本角の戦いが中心となる。炭治郎と一本角、三本角との戦いは描写されず、ねじれ渦で脱出と同時に2人を倒すのみとなっている。
攻撃手段は沼に潜っての奇襲と肉弾戦。また沼を操作しての遠距離攻撃、広範囲攻撃も持っている。
響凱（きょうがい）
声 - 諏訪部順一
元・十二鬼月の下弦の陸。鼓を用いて屋敷内の空間を操る血鬼術を持つ。
部屋を回転させる攻撃と、爪の跡のような真空波を発生させ切り刻む攻撃を行う。
部屋の回転によって響凱に攻撃が届かなくなるため、攻撃できるチャンスは限られている。

## 売上
2021年10月27日に全世界での累計出荷本数100万本を突破した。
2022年6月27日に全世界での累計出荷本数220万本を突破した。

## 評価
ファミ通のクロスレビューでは8/8/8/9で40点満点中、合計33点でゴールド殿堂入りとなった。